# 东丹甘

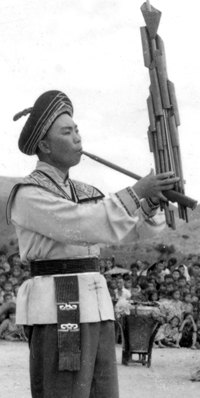

东丹甘（1935年—2021年5月7日），又名杨万选，苗族，贵州黄平人，中国芦笙演奏家、作曲家，一级演奏员，主要从事芦笙改良、演奏、乐曲创作和研究。东丹甘先后在贵州军区文工团，贵州民族文工团，贵州省歌舞团工作至退休。
东丹甘是苗语译音，苗语的人名往往将本名和父名连缀在一起，东是本名，丹甘是星星的意思，东丹甘意指‘星星的儿子东’。 
2021年5月7日早上7时于贵州贵阳离世，享年87岁。 

## 生平
东丹甘是贵州省黄平县重兴乡人。

## 演出、讲学
- 1950年被选拔到北京参加中华人民共和国建国一周年庆典的观礼和游行，并于怀仁堂为中央领导演出，毛泽东填有《浣溪沙·和柳亚子先生》著名词篇记其盛况。其后又到天津、南京、上海、武汉、重庆等地巡演
- 建国初期参加中国人民赴朝慰问团，全国人民慰问解放军代表团
- 参加第一届全国音乐周
- 参加十年大庆全国文艺会演及历届全国性文艺汇演
- 曾应聘到上海音乐学院，上海民族乐团，中央音乐学院，中国音乐学院任教讲学。
- 出席过第一次全国七月创作会；第三，四次全国音代会；第四次全国文代会；
- 参加全国首届民族器乐独奏观摩演出会并任评奖委员及作示范演出。
- 应邀在中央，福建，西藏广播电台对境外同胞发表长篇广播净化和演奏乐曲。

## 芦笙艺术成就
东丹甘一生硕果累累，曾被誉为芦笙改革家、作曲家、杰出芦笙演奏家、芦笙第一人、当代芦笙第一高手、芦笙理论家、教育家、芦笙王、芦笙专家、芦笙大师、芦笙泰斗、世界芦笙之父和民族团结积极分子、祖国统一热心人、对外友好使者。
- 是最早将芦笙艺术从边疆传到内地和最早传向世界的芦笙演奏家。
- 1986年国务院批准为尖子演员
- 为贵州省首位国家一级演奏员
- 1956 － 1962年改革成功十八管新芦笙及其派生出的十三种不同音区不同音色的系列芦笙乐器，获贵州省科技大会颁发“重大贡献科技成果奖”和省委宣传部、省文化出版厅颁发“艺术贡献奖”，专利号—ZL98228214.1。
- 发展了一整套芦笙演奏技法和表演艺术，最早在多所高等音乐院校开创一门新的芦笙专业
- 最早创建音域宽广音色丰富的芦笙乐队
- 最早运用现代作曲技法创作公演芦笙独奏，合奏曲。
- 半个多世纪以来，在国内外城乡演出七千多场次，在各次比赛中多次获表演一等奖
- 创作舞蹈音乐，舞剧音乐，影视音乐，声乐，乐器作品百余件，或灌制唱片，或拍成电影电视片，或广播，出版，或被格音乐院校选为教材。
- 作品《春到苗岭》，《苗家地方花一样》获省级作曲一等奖；移植演奏《草原牧歌》获表演一等奖；芦笙合奏《诺德仲》获编曲二等奖、领排二等奖；《芦笙独奏》获1981年苗岭之声音乐节优秀表演奖（当届最高奖）；《蔓萝花》彩色艺术影片（作曲之一）获捷克，瑞士海加诺国际电影节优秀奖及荣誉奖
- 发表学术论文数十篇，其中《芦笙史探索》被《贵州民间工艺研究》等四本书全文转载，获1999国际芦笙文化研讨会论文二等奖；《关于苗族基督教歌谱之我见》获首届贵州文化优秀科研成果三等奖。
- 教学中除培养出徐超铭、谭立兴、杨林、杨正平和指导过的伊用仁等多批芦笙演奏家外，还长期开办音乐学习班亲自教出多批钢琴、手风琴、小提琴、大提琴等优秀学生，有的直接考入省艺校、上海音乐学院、中央音乐学院。
- 1998年应邀赴德国讲学及演出独奏音乐会多场
- 1999年应邀赴台湾演出、教学。
- 2000年应邀出席贺“中国芦笙大师东丹甘晋京献艺50周年系列音乐活动”，分别在中国音乐学院、中央音乐学院、清华大学作多场“东丹甘芦笙讲座演奏会”
- 2001年应邀回乡辅导多所中学、小学、幼儿园的乐理，视唱练耳和芦笙、钢琴演奏知识
- 长期为贵州省苗学会的各种活动演出和策划组团演出。如1998年策划培训史无前例的200人苗族各合唱团（30人芦笙乐队伴奏），亲自指挥演唱演奏自己创作的芦笙合奏曲《怀念祖先》、歌曲《脚板比山高》、合作歌曲《歌唱苗家好地方》。以上合唱合奏均被二十远古电视连续剧《涿鹿激战》创作委员会定为该电视剧的序曲和主题歌；又如2002年策划的老演员（包括东丹甘自己）让位，由新面孔青少年演员演出。此两次策划最受欢迎。

## 被载入的辞书
- 《中国当代名人录》
- 《中国音乐辞曲》
- 《中外文学艺术名人肖像》
- 《中国人人名大词典》
- 《中国艺术家辞典》
- 《民族器乐欣赏》（民族民间器乐作曲家演奏家）

等多部名人辞书。
其中《中外文学艺术名人肖像》、《中国人人名大词典》、《中国艺术家辞典》、《民族器乐欣赏》（民族民间器乐作曲家演奏家）等名人辞书，在贵州省音乐届里只收入东丹甘一人简传。

## 曾担任的职务
- 中国音乐家协会理事
- 中国音协民族音乐委员会委员
- 中国民族管弦乐学会理事
- 贵州民族文化学会常务理事
- 贵州省音协顾问
- 贵州民族音乐研究会顾问
- 贵州省苗学研究会顾问
- 贵州芦笙研究会总顾问
- 贵州省政协委员－兼民族宗教工妇青专委委员
- 贵州省艺术系列高级职称评委会委员

## 芦笙曲作品
以下芦笙作品的介绍、MIDI 文件、乐谱等详尽内容在东丹甘个人网站 http://www.ddgol.org上均有发表。%5B%5D
- 《春到苗岭》
- 《放木排》
- 《节日莽筒》
- 《芦笙场上》
- 《芦笙交响组曲-诺德仲》
- 《芦笙舞曲》
- 《苗家地方花儿一样》
- 《苗寨欢舞》
- 《苗族舞曲》
- 《三叠水》
- 《太阳照苗山》
- 《月亮出来了》         Archive.today的存檔，存档日期2013-05-03